# Panggung (Sampang)
Panggung is een bestuurslaag in het regentschap Sampang van de provincie Oost-Java, Indonesië. Panggung telt 4404 inwoners (volkstelling 2010).